# Acanthicus
Acanthicus (Акантікус) — рід риб триби Ancistrini з підродини Hypostominae родини Лорікарієві ряду сомоподібні. Має 2 види. Наукова назва походить від грецького слова akanthikos, тобто «шип».

## Опис
Загальна довжина представників цього роду коливається від 20,5 до 100 см. Голова помірно велика, її верхня частина вкрита міцними та гострини одонтодами (шкіряні зубчики). В останніх є гострий кіль на бічних пластинах. У самців ці одонтоди більші та гостріші ніж у самиць. На щоках присутні численні тонкі одонтоди. Очі невеликі. Ротовий апарат влаштований так, щоб всмоктувати здобич. Його спрямовано до низу. Тулуб відносно стрункий. Спинний плавець широкий, доволі довгий, його перший промінь сильно витягнутий. Грудні плавці великі, мають дуже довгі шипи. Черево вкрито дрібними пластинками. Плавальний міхур дозволяє виробляти гучні звуки. На хвостовому стеблі є 5 рядків кісткових пластинок. Жировий плавець відсутній. Хвостовий плавець розгалужується, має м'ясисті лопаті з довгими ниткоподібними кінчиками на верхньому і нижньому краях.
Забарвлення однотонне: сіре або чорне. У молодих особин A. adonis присутні білі плями, що з віком зникають.

## Спосіб життя
Це демерсальні риби. Зустрічаються на ділянках великих річок з повільною течією. Часто трапляються біля населених пунктів, де підбирають, кинуті в воду харчові відходи. Живляться переважно дрібними безхребетними та водною рослинністю.

## Розповсюдження
Мешкають у басейні річок Амазонка, Оріноко і Токантінс.

## Тримання в акваріумі
Необхідна ємність від 350 літрів. На дно насипають дрібний пісок жовтого кольору. Зверху насипають декілька жмень невеличкої гальки. Декорують акваріум великими камінням неправильної форми і корчами. Необхідності в рослинності нема.
Сомов поодинці або декілька особин. Самі вони риби ніжні і конкуренцію витримують не з усіма рибами. Не рекомендується утримувати в одній ємності акантікусів і великих панаків. Гарно співіснують з сомами родів пеколтія, хараціновими, панцирними сомами. З живих кормів дають мотиля, шматочки риби і креветки, свіжі овочі і спеціальні таблетки для рослиноїдних сомів.
З технічних засобів знадобиться внутрішній фільтр середньої потужності для створення помірного руху, компресор. Температура тримання повинна становити 22-28 °C.

## Види
- Acanthicus adonis
- Acanthicus hystrix